# 尼崎東朝鮮初級学校
尼崎東朝鮮初級学校（あまがさきひがしちょうせんしょきゅうがっこう、아마가사끼히가조선초급학교）は、学校法人兵庫朝鮮学園が運営する兵庫県尼崎市にある朝鮮学校である。
日本の幼稚園・小学校に相当する教育を行っている各種学校（非一条校）である。

## 沿革
- 1986年12月新校舎完成。翌年1月25日に同校校庭にて竣工式を行う。

同校は、小中島にあった園田朝鮮初級学校と三反田にあった立花朝鮮初級学校が統合して、現在の金楽寺に“移転”してきた。
- 2006年の9月から2007年の9月までを「新校舎建設二十周年記念イヤー」と位置づけ多種多様なイベントなどを開催。
- 2008年尼崎朝鮮初中級学校に統合。

### 園田朝鮮初級学校　沿革
- 1945年9月 - 小中島国語講習所からの開始(平屋木造一般家屋)
- 1946年2月8日 - 園田初等学院に改名
- 1948年4月24日 - 阪神教育闘争
- 1949年10月19日 - 朝鮮人学校閉鎖令
- 1953年11月8日 - 小中島222に平屋木造一階新築
- 1957年4月19日 - 祖国から教育援助金及び奨学金が送金される
- 1966年4月1日 - 園田朝鮮初級学校に改名

（16年間の分校から自主学校へと）
- 1985年10月22日 - 尼崎東朝鮮初級学校建設委員会発足
- 1986年12月21日 - 現校舎への移転式典
- 1987年1月8日 - 現校舎に移転後、授業再開

### 立花朝鮮初級学校　沿革
- 1946年4月 - 三反田にて国語講習所の開講
- 1957年3月 - 三反田浜348に校舎新築(3教室)
- 1964年8月 - 2階を増築
- 1966年4月1日 - 立花朝鮮初級学校に改名
- 1976年9月1日 - 尼崎朝鮮初中級学校に臨時処置としての統合
- 1987年1月8日 - 尼崎東朝鮮初級学校に正式統合

## 学科
- 初級部
- 幼稚班

## 所在地
- 〒660-0806 尼崎市金楽寺町2-2-14

JR尼崎駅下車徒歩約10分